# Irvington (Kentucky)
Irvington – miasto w Stanach Zjednoczonych, w stanie Kentucky, w hrabstwie Breckinridge.